# Pseudodistoma cyrnusense
Pseudodistoma cyrnusense is een zakpijpensoort uit de familie van de Pseudodistomidae. De wetenschappelijke naam van de soort is voor het eerst geldig gepubliceerd in 1952 door Pérès.